# 桑里绍蒙
桑里绍蒙（法語：Sains-Richaumont，法語發音：[sɛ̃ ʁiʃomɔ̃]）是法国皮卡第大区埃纳省的一个市镇，属于韦尔万区。

## 地理
桑里绍蒙（49°49'26"N, 3°42'33"E）面积12.46 平方千米，位于法国上法蘭西大區埃纳省，该省份为法国北部内陆省份，北起北部省，西接索姆省和瓦兹省，东临阿登省和马恩省，西南至塞纳-马恩省，东北部与比利时接壤。
与桑里绍蒙接壤的市镇（或旧市镇、城区）包括：舍韦讷、科隆费、勒埃里拉维耶维尔、乌塞、勒梅、皮雪和克朗略。

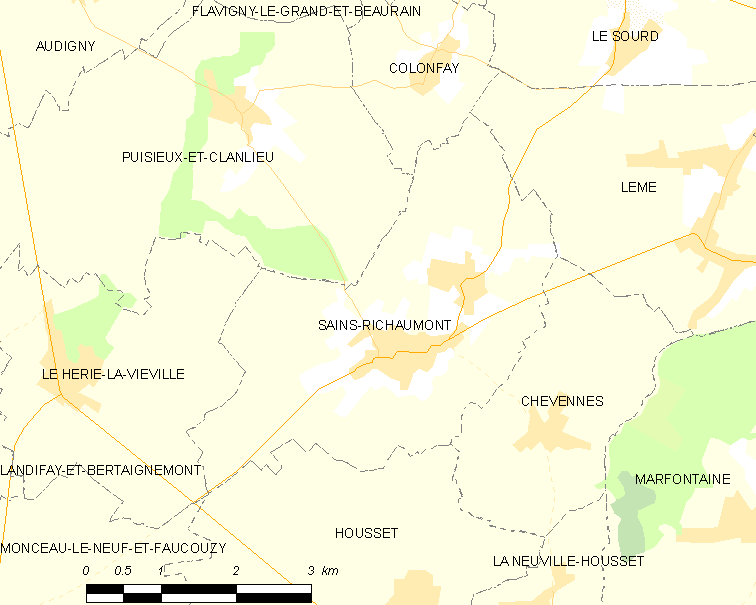
桑里绍蒙的OSM定位图

桑里绍蒙的时区为UTC+01:00、UTC+02:00（夏令时）。

## 行政
桑里绍蒙的邮政编码为02120，INSEE市镇编码为02668。

## 政治
桑里绍蒙所属的省级选区为马尔勒县。

## 人口

1962-2008年间桑里绍蒙人口变化图示

桑里绍蒙于2022年1月1日时的人口数量为939人。